# Desert de Lechuguilla

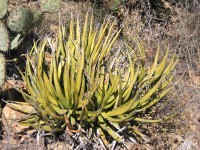
Agave lechuguilla la planta que dona nom a aquest desert

El desert de Lechuguilla  (en anglès: Lechuguilla Desert) és un petit desert que es troba al sud-oest d'Arizona prop de la frontera entre els Estats Units i Mèxic. Es considera que forma part de la regió Lower Colorado Valley del Desert de Sonora. S'estén en direcció nord-sud entre les Muntanyes Gila i les Muntanyes Cabeza Prieta, i gairebé completament dins el Barry M. Goldwater Air Force Range. Aquest desert rep el nom de la planta crassa Lechuguilla. Aquest desert es troba també en el límit nord del Gran Desierto de Altar de Sonora, Mèxic.